# Видмар, Андрей
Андрей Видмар (словен. Andrej Vidmar; род. 15 марта 1956, Любляна) — югославский и словенский хоккеист, защитник; хоккейный тренер.

## Биография
Многолетний игрок люблянского клуба «Олимпия Герц», начал карьеру в возрасте 17 лет. Семикратный чемпион Югославии. Выступал также за «Партизан», «Медвешчак», «Войводину» и «Блед». В составе сборной Югославии провёл 140 игр, выступал на Олимпиаде в Сараево (в пяти играх очков не набрал, получил две минуты штрафа). В 2012 году введён в Словенский хоккейный зал славы.
Как тренер известен по работе с клубом «Блед» и различными молодёжными командами. В 2001—2004 годах — помощник главного тренера сборной Словении.